# Closterus laticornis
Closterus laticornis là một loài bọ cánh cứng trong họ Cerambycidae.